# Scarlet Envy
Scarlet Envy, nombre artístico de Jacob James (Lousville, 26 de febrero de 1992), es una drag queen, personalidad de telerrealidad, cantante e intérprete estadounidense que saltó a la fama internacional en la undécima temporada de RuPaul's Drag Race.

## Primeros años
James fue criado en Louisville, Kentucky, por dos madres, ambas llamadas Sherri. Durante su infancia, corrió a campo a través durante 12 años. En 2014, se graduó en diseño publicitario en el Fashion Institute of Technology.

## Carrera
Scarlet Envy se inició en el mundo del drag en la universidad, participando en un concurso de drags, donde aprendió que no tiene las habilidades típicas de los drags para bailar y desfilar. Esta experiencia, y el hecho de tener amigos drag queen, le sirvió para iniciar su carrera como drag queen. Ha atribuido el éxito de su carrera a la persistencia, la energía y la aceptación. Envy es la hija drag de la finalista de la séptima temporada de Drag Race, Pearl.

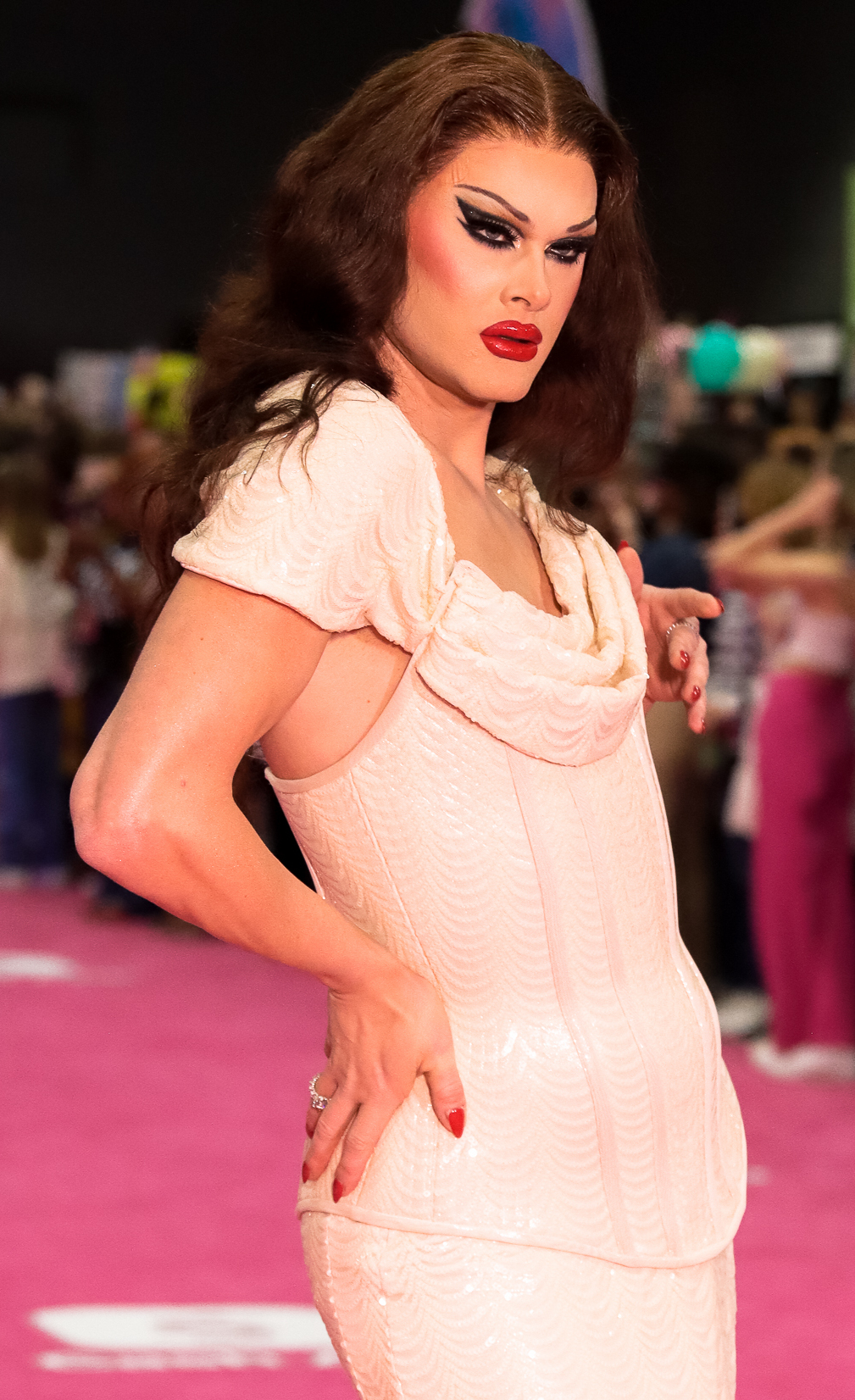
Scarlet Envy en la RuPaul's DragCon LA en 2023

En 2017, Scarlet Envy interpretó el papel principal de Yma Sumac en la producción de The Legend of Yma Sumac en The Laurie Beechman Theatre en la ciudad de Nueva York. También apareció en el final de temporada de Saturday Night Live como intérprete del sencillo "Swish Swish" de Katy Perry, junto a otras concursantes de RuPaul's Drag Race como Yuhua Hamasaki, Vivacious y Brita Filter.
Después de audicionar cuatro veces, Scarlet Envy fue elegida en la undécima temporada de Drag Race en 2018. Ganó el desafío del segundo episodio junto con Yvie Oddly. Ganó el mini desafío en el episodio 4, participó en una sincronía de labios de seis personas en el episodio 3, y fue eliminada en el episodio 6, perdiendo la sincronía de labios contra Ra'Jah O'Hara. Scarlet Envy regresó para la sexta temporada de RuPaul's Drag Race: All Stars, que comenzó a emitirse el 24 de junio de 2021. Envy se colocó a salvo en los primeros 4 episodios, hasta que fue eliminada en el quinto episodio por Ginger Minj, quedando en noveno lugar en general.
El 20 de junio de 2019, Scarlet Envy auto-lanzó el sencillo "Feeling Is Mutual" El título de la canción se basa en su frase de entrada a Drag Race, "El mundo me quiere, y el sentimiento es mutuo."

## Vida personal
James vive en la ciudad de Nueva York desde 2019.

## Discografía
Sencillos
| Título              | Año  |
| ------------------- | ---- |
| "Feeling Is Mutual" | 2019 |
| "Press On"          | 2020 |

## Filmografía

### Televisión
| Año  | Título                                      | Papel      | Notas                                       | Ref.   |
| ---- | ------------------------------------------- | ---------- | ------------------------------------------- | ------ |
| 2017 | Saturday Night Live                         | Ella misma | Final de la temporada el 20 de mayo de 2017 | [ 7 ]  |
| 2019 | RuPaul's Drag Race                          | Ella misma | Temporada 11 (10th lugar)                   | [ 8 ]  |
| 2020 | Hey, Queen!                                 | Ella misma |                                             | [ 19 ] |
| 2021 | RuPaul's Drag Race: All Stars (temporada 6) | Ella misma | Contestant (9th lugar)                      | [ 20 ] |
| 2021 | RuPaul's Drag Race All Stars: Untucked      | Ella misma | Contestant (9th lugar)                      | [ 20 ] |
| 2022 | ICarly                                      | TBA        | TBA                                         |        |

### Series web
| Año        | Título               | Papel      | Notas                                          | Ref.   |
| ---------- | -------------------- | ---------- | ---------------------------------------------- | ------ |
| 2019       | Untucked             | Ella misma | Serie web complementaria de RuPaul's Drag Race | [ 21 ] |
| 2019, 2022 | Fashion Photo Ruview | Ella misma | Producida por World of Wonder                  | [ 22 ] |
| 2020       | Envy of My Boogie    | Ella misma | Producida por World of Wonder                  | [ 23 ] |
| 2020       | Out of the Closet    | Ella misma | Producida por World of Wonder                  | [ 24 ] |
| 2021       | Whatcha Packin’      | Ella misma | Serie web complementaria de RuPaul's Drag Race | [ 25 ] |
| 2021       | Ruvealing the Look   | Ella misma | Serie web complementaria de RuPaul's Drag Race | [ 26 ] |
| 2021       | Drag Us Weekly       | Ella misma | Producida por Us Weekly                        | [ 27 ] |

### Teatro
| Año  | Título                  | Papel     | Teatro                  | Ref.  |
| ---- | ----------------------- | --------- | ----------------------- | ----- |
| 2017 | The Legend of Yma Sumac | Yma Sumac | Laurie Beechman Theatre | [ 5 ] |